# Jesterville (Maryland)
Jesterville es un lugar designado por el censo ubicado en el condado de Wicomico en el estado estadounidense de Maryland. En el Censo de 2010 tenía una población de 188 habitantes y una densidad poblacional de 39,88 personas por km².

## Geografía
Jesterville se encuentra ubicado en las coordenadas 38°17′26″N 75°53′24″O / 38.29056, -75.89000. Según la Oficina del Censo de los Estados Unidos, Jesterville tiene una superficie total de 4.71 km², de la cual 4.11 km² corresponden a tierra firme y (12.86%) 0.61 km² es agua.

## Demografía
Según el censo de 2010, había 188 personas residiendo en Jesterville. La densidad de población era de 39,88 hab./km². De los 188 habitantes, Jesterville estaba compuesto por el 67.02% blancos, el 28.72% eran afroamericanos, el 0% eran amerindios, el 0% eran asiáticos, el 0% eran isleños del Pacífico, el 0.53% eran de otras razas y el 3.72% pertenecían a dos o más razas. Del total de la población el 1.6% eran hispanos o latinos de cualquier raza.